# Alþýðubandalagið
Alþýðubandalagið (ungefär "allmogeförbundet") var ett vänsterorienterat parti på Island mellan 1968 och 1998, då partiet tillsammans med tre andra partier bildade Samfylkingin. Tidigare, mellan 1954 och 1968, hade Alþýðubandalagið existerat som en valallians. Bland tidigare medlemmar märks den före detta presidenten Ólafur Ragnar Grímsson.

## Partiledare
- Hannibal Valdimarsson (1956-1968) (Valallians)
- Ragnar Arnalds (1968-1977)
- Lúðvík Jósepsson (1977-1980)
- Svavar Gestsson (1980-1987)
- Ólafur Ragnar Grímsson (1987-1995)
- Margrét Frímannsdóttir (1995-1998)

## Valresultat
| Alltingsval    | Alltingsval | Alltingsval |
| Valår          | Procent     | Platser     |
| -------------- | ----------- | ----------- |
| 1956           | 19,2        | 8           |
| 1959 (juni)    | 15,3        | 7           |
| 1959 (oktober) | 16,0        | 10          |
| 1963           | 16,0        | 9           |
| 1967           | 17,6        | 10          |
| 1971           | 17,1        | 10          |
| 1974           | 18,3        | 11          |
| 1978           | 22,9        | 14          |
| 1979           | 19,7        | 11          |
| 1983           | 17,3        | 10          |
| 1987           | 13,3        | 8           |
| 1991           | 14,4        | 9           |
| 1995           | 14,3        | 9           |
|                |             |             |